# Clinopodium menthifolium
La mentuccia maggiore (nome scientifico Clinopodium menthifolium (Host) Stace, 1989) una pianta perenne della famiglia delle Lamiaceae.

## Etimologia
Il nome generico (Clinopodium) deriva da una parola greca "klinopodion" (formata da due parole: "klino" = pendenza, adagiarsi o letto e "podos" o "podios" = un piede), già usata da Dioscoride (Anazarbe, 40 circa – 90 circa), medico, botanico e farmacista greco antico che esercitò a Roma ai tempi dell'imperatore Nerone, e fa riferimento alla forma di manopola dell'infiorescenza. Secondo altre etimologie, facendo riferimento ad uno dei sinonimi di questa pianta (Satureja menthifolia  (Host) Fritsch, il significato potrebbe essere "salato". L'epiteto specifico (menthifolium) fa riferimento alle foglie simili a quelle del genere Mentha.
Il nome scientifico della pianta è stato definito per la prima volta dal botanico austriaco Nicolaus Thomas Host (1761 – 1834) con il nome di Calamintha menthifolia perfezionato in seguito con il nome attuale dal botanico britannico contemporaneo Clive Anthony Stace (1938 -) nella pubblicazione "Watsonia; Journal of the Botanical Society of the British Isles. Abroath, Scotland - 17(4): 443. 1989" del 1989.

## Descrizione
Queste piante raggiungono un'altezza di 30–80 cm. La forma biologica è emicriptofita scaposa (H scap), ossia in generale sono piante erbacee, a ciclo biologico perenne, con gemme svernanti al livello del suolo e protette dalla lettiera o dalla neve e sono dotate di un asse fiorale eretto e spesso privo di foglie. Tutta la pianta ha un leggero odore di menta.

### Radici
Le radici sono secondarie derivate da un fittone.

### Fusto
La parte aerea del fusto è ascendente (legnosa in basso). La superficie è ricoperta di peli inclinati.

### Foglie
Le foglie sono disposte a simmetria opposta. La lamina ha delle forme ovate con apici acuti. I margini sono revoluti e profondamente seghettati.

### Infiorescenza
Le infiorescenze sono delle cime ascellari fogliose con 3 - 9 fiori peduncolati per verticillo (ogni verticillo è sotteso da due foglie). Il peduncolo è lungo 1 – 15 mm. 

### Fiore
I fiori sono ermafroditi (sono presenti anche fiori solamente femminili lunghi 1/2 - 2/3), zigomorfi, tetrameri (4-ciclici), ossia con quattro verticilli (calice – corolla – androceo – gineceo) e pentameri (5-meri: la corolla e il calice sono a 5 parti).
- Formula fiorale. Per la famiglia di queste piante viene indicata la seguente formula fiorale:

X, K (5), [C (2+3), A 2+2] G (2), (supero), drupa, 4 nucule
- Calice: il calice del fiore è del tipo gamosepalo, gozzuto, sub-bilabiato con superficie pubescente per peli ispidi e terminante con 5 denti triangolari-acuti. Il labbro inferiore è più lungo di quello superiore. Dopo l'antesi le fauci si ricoprono di peli. Lunghezza del calice: 6 – 10 mm. I denti sono lunghi meno di 2 – 4 mm.
- Corolla: la corolla, gamopetala, è a simmetria bilaterale (zigomorfa) e pubescente. La forma è bilabiata (struttura 2/3). Delle due labbra, quello superiore è bilobo, quello inferiore è trilobo. Il colore è in genere violetto pallido con chiazze violette al centro.
- Androceo: gli stami sono quattro didinami (il paio anteriore è più lungo), sono visibili e sporgenti (avvicinati al labbro superiore della corolla); gli stami sono tutti fertili. I filamenti sono glabri. Le teche si presentano da parallele a divaricate: sono separate alla deiscenza. I granuli pollinici sono del tipo tricolpato o esacolpato.
- Gineceo: l'ovario è supero formato da due carpelli saldati (ovario bicarpellare) ed è 4-loculare per la presenza di falsi setti divisori all'interno dei due carpelli. La placentazione è assile. Gli ovuli sono 4 (uno per ogni presunto loculo), hanno un tegumento e sono tenuinucellati (con la nocella, stadio primordiale dell'ovulo, ridotta a poche cellule).[12] Lo stilo inserito alla base dell'ovario (stilo ginobasico) è del tipo filiforme e sporgente. Lo stigma è bilobato o privo di lobi e capitato. In genere il pistillo è dimezzato (uno dei due rami è meno sviluppato). Il nettario è abbondante.

### Frutti
Il frutto è uno schizocarpo composto da 4 nucule glabre e lisce. Le nucule sono provviste di areole ed hanno delle varie forme, dimensioni e colori. La deiscenza è basale o laterale.

## Riproduzione
- Impollinazione: l'impollinazione avviene tramite insetti tipo ditteri e imenotteri (impollinazione entomogama).[8][13] In particolare la pianta è bottinata dalle api.
- Riproduzione: la fecondazione avviene fondamentalmente tramite l'impollinazione dei fiori (vedi sopra).
- Dispersione: i semi cadendo a terra (dopo essere stati trasportati per alcuni metri dal vento – disseminazione anemocora) sono successivamente dispersi soprattutto da insetti tipo formiche (disseminazione mirmecoria). I semi hanno una appendice oleosa (elaisomi, sostanze ricche di grassi, proteine e zuccheri) che attrae le formiche durante i loro spostamenti alla ricerca di cibo.[14]

### Fitosociologia
Per l'areale completo italiano Clinopodium menthifolium appartiene alla seguente comunità vegetale:
- Macrotipologia: vegetazione forestale e preforestale
  - Classe: Querco roboris-Fagetea sylvaticae
    - Ordine: Quercetalia pubescenti-Petraeae
      - Alleanza: Carpinion orientalis
        - Suballeanza: Laburno anagyroidis-Ostryenion carpinifoliae

Descrizione: la suballeanza Laburno anagyroidis-Ostryenion carpinifoliae è relativa a boschi misti mesofili e semimesofili di querceti e ostrieti su suoli moderatamente profondi (marne calcareo-arenacee). L’associazione è distribuita lungo tutta la catena appenninica, dall’Emilia-Romagna alla Calabria.

## Tassonomia
La famiglia di appartenenza del genere (Lamiaceae), molto numerosa con circa 250 generi e quasi 7000 specie, ha il principale centro di differenziazione nel bacino del Mediterraneo e sono piante per lo più xerofile (in Brasile sono presenti anche specie arboree). Per la presenza di sostanze aromatiche, molte specie di questa famiglia sono usate in cucina come condimento, in profumeria, liquoreria e farmacia. La famiglia è suddivisa in 7 sottofamiglie: il genere Clinopodium è descritto nella tribù Mentheae (sottotribù Menthinae) che appartiene alla sottofamiglia Nepetoideae.
Per questa specie il basionimo è: Calamintha menthifolia Host.
Nella pubblicazione "Flora d'Italia" di Sandro Pignatti questa pianta è indicata con il nome di Calamintha sylvatica Bronf..

### Sottospecie
Per questa specie sono riconosciute valide la seguenti sottospecie:

#### Sottospeciementhifolium

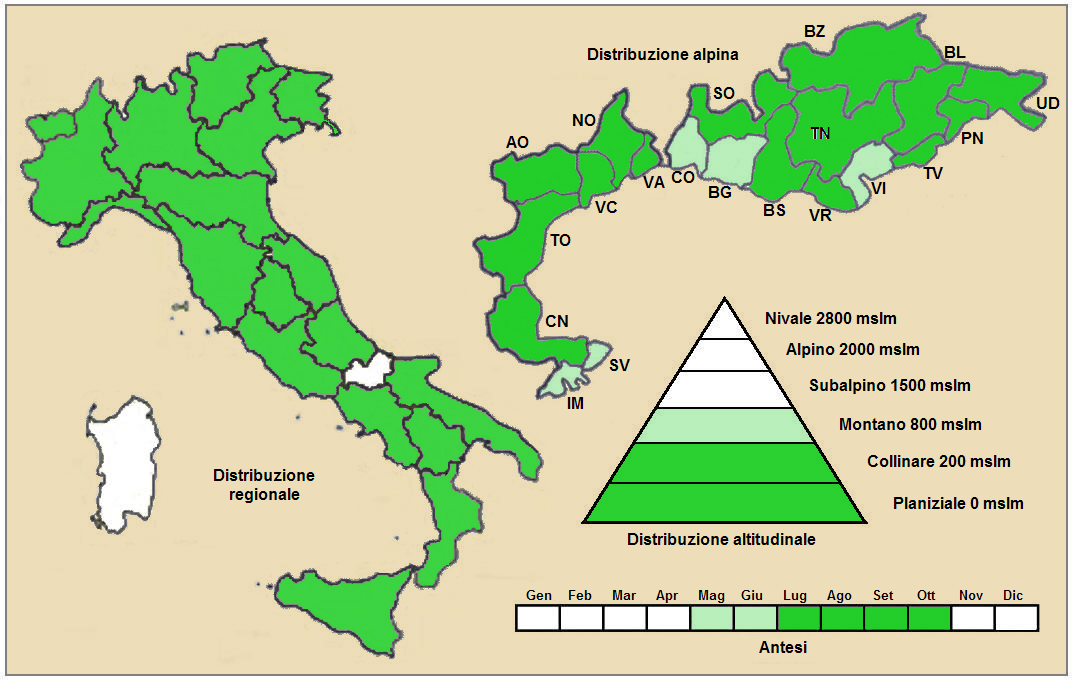
Distribuzione della pianta
(Distribuzione regionale – Distribuzione alpina)

È la stirpe principale (il tipo più diffuso).
- Descrizione: altezza massimo 80 cm; le foglie più grandi hanno una lamina con larghezza 3 – 4 cm e lunghezza 5 – 6 cm; i peduncoli fiorali sono lunghi fino a 15 mm; la corolla è lunga 15 – 22 mm.
- Geoelemento: il tipo corologico (area di origine) è Europeo-Caucasico.
- Distribuzione: in Italia questa sottospecie è comune e si trova su tutto il territorio (Sardegna esclusa). È comune nelle Alpi (sia sul versante meridionale che su quello settentrionale). Sugli altri rilievi europei collegati alle Alpi si trova nel Massiccio del Giura, Massiccio Centrale e Carpazi.[18] Nel resto dell'Europa e dell'areale del Mediterraneo si trova nella Penisola Balcanica, Anatolia, Asia mediterranea e Magreb.[20]
- Fioritura: da (maggio) luglio a ottobre.
- Habitat: l'habitat preferito per queste piante sono i boschi di latifoglie (soprattutto castagneti, ma anche querceti e ostrieti), le siepi, gli incolti, i tagli e le schiarite forestali, i margini erbacei e gli arbusteti mesotermofili. Il substrato preferito è calcareo con pH basico, medi valori nutrizionali del terreno che deve essere secco.[18]
- Distribuzione altitudinale: sui rilievi queste piante si possono trovare fino a 2000 m s.l.m.; frequentano quindi i seguenti piani vegetazionali: collinare e quello montano (oltre a quello planiziale).
- Fitosociologia: dal punto di vista fitosociologico alpino la sottospecie di questa voce appartiene alla seguente comunità vegetale:[18]

Formazione: delle comunità delle macro- e megaforbie terrestri
Classe: Trifolio-Geranietea sanguinei
Ordine: Origanetalia vulgaris
Alleanza: Trifolion medii

#### Sottospecieascendens

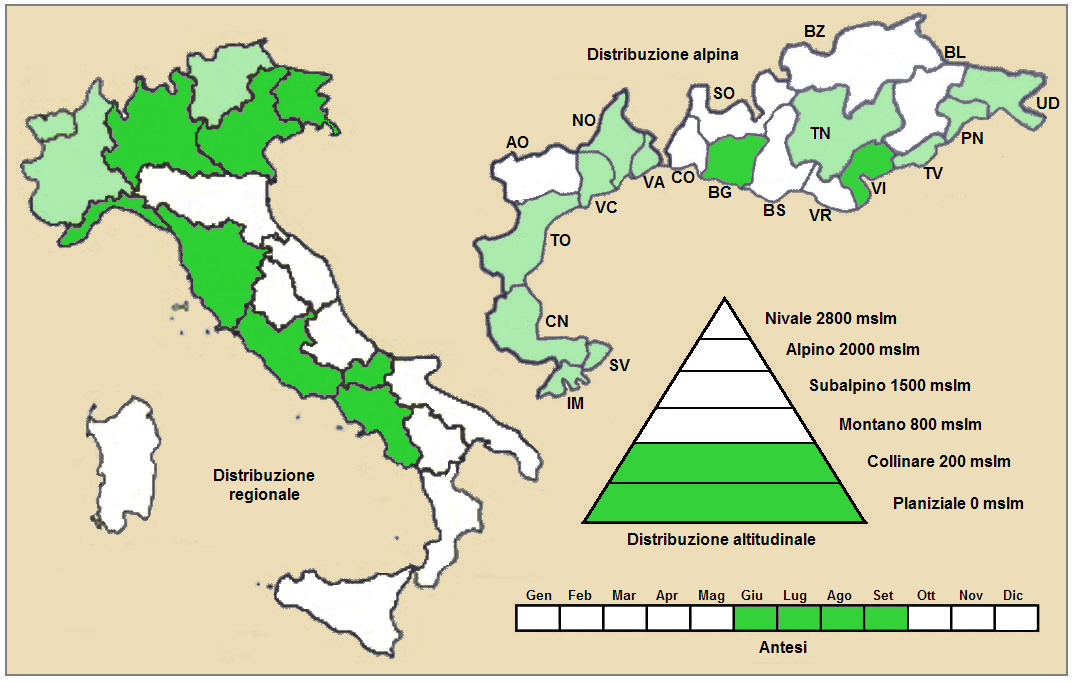
Distribuzione della pianta
(Distribuzione regionale – Distribuzione alpina)

- Nome scientifico: Clinopodium menthifolium subsp. ascendens (Jord.) Govaerts, 1999
- Descrizione: altezza massimo 60 cm; le foglie più grandi hanno una lamina con larghezza 1 – 2 cm e lunghezza 1,5 – 3 cm; i peduncoli fiorali sono lunghi fino a 1 – 3 mm; la corolla è lunga 10 – 16 mm.
- Geoelemento: il tipo corologico (area di origine) è Sud-Europeo.
- Distribuzione: in Italia questa sottospecie è rara e si trova nel'area mediterranea e nelle Prealpi (dai Friuli alla Valle d'Aosta). Fuori dall'Italia, sempre nelle Alpi, questa specie si trova in Francia (dipartimenti di Isère, Savoia e Alta Savoia), in Svizzera (cantoni Vallese, Ticino e Grigioni). Sugli altri rilievi europei collegati alle Alpi si trova nel Massiccio del Giura, Massiccio Centrale e Pirenei.[18] Nel resto dell'Europa e dell'areale del Mediterraneo si trova nella Gran Bretagna, Europa orientale e Anatolia.[20]
- Fioritura: da giugno a settembre.
- Habitat: l'habitat preferito per queste piante sono le leccete, i margini erbacei, gli arbusteti mesotermofili, i querceti e gli ostrieti. Il substrato preferito è calcareo ma anche siliceo con pH neutro, medi valori nutrizionali del terreno che deve essere secco.[18]
- Distribuzione altitudinale: sui rilievi queste piante si possono trovare fino a circa 600 m s.l.m.; frequentano quindi i seguenti piani vegetazionali: collinare e quello planiziale.
- Fitosociologia: dal punto di vista fitosociologico alpino la sottospecie di questa voce appartiene alla seguente comunità vegetale:[18]

Formazione: delle comunità delle macro- e megaforbie terrestri
Classe: Trifolio-Geranietea sanguinei
Ordine: Origanetalia vulgaris
Alleanza: Geranion sanguinei

#### Sottospeciehirtum
Non è presente in Italia.
- Nome scientifico: Clinopodium menthifolium subsp. hirtum (Briq.) Govaerts, 1999 - Distribuzione: Grecia

### Ibridi
La specie di questa voce si ibrida facilmente. In questo elenco sono indicati alcuni ibridi intragenerici:
- Clinopodium × bellantianum (Bouchard) Starm, 2011 - Ibrido con Clinopodium nepeta Kuntze, 1891
- Clinopodium × bernhardtianum Starm., 2011 - Ibrido con Clinopodium nepeta subsp. glandulosum  (Req.) Govaerts, 1899 (Distribuzione: ex Jugoslavia)

### Sinonimi
Questa entità ha avuto nel tempo diverse nomenclature. L'elenco seguente indica alcuni tra i sinonimi più frequenti:
- Calamintha menthifolia Host
- Calamintha menthifolia var. sylvatica  (Bromf.) Menitsky
- Calamintha menthifolia subsp. sylvatica  (Bromf.) Menitsky
- Calamintha montana subsp. menthifolia  (Host) Dostál
- Calamintha nepeta subsp. sylvatica  (Bromf.) R.Morales
- Calamintha officinalis f. boveana  (K.Malý) Hayek
- Calamintha officinalis f. menthifolia  (Host) Hayek
- Calamintha officinalis var. menthifolia  (Host) Rchb.f.
- Calamintha officinalis var. sylvatica  (Bromf.) Nyman
- Calamintha sylvatica  Bromf.
- Calamintha sylvatica f. boveana  (K.Malý) Šilic
- Clinopodium nepeta subsp. sylvaticum  (Bromf.) Peruzzi & F.Conti
- Satureja calamintha subsp. menthifoliav (Host) Gams
- Satureja calamintha subsp. montana  Cout.
- Satureja calamintha subsp. silvatica  (Bromf.) Briq.
- Satureja menthifolia  (Host) Fritsch
- Satureja sylvatica  (Bromf.) K.Malý
- Satureja sylvatica var. boveana  K.Malý

Sinonimi della sottospecie ascendens
- Calamintha ascendens  Jord.
- Calamintha intermedia  (Baumg.) Heinr.Braun
- Calamintha officinalis subsp. ascendens  (Jord.) Mateo
- Calamintha sylvatica subsp. ascendens  (Jord.) P.W.Ball
- Clinopodium ascendens  (Jord.) Samp.
- Melissa intermedia  Baumg.
- Satureja ascendens  (Jord.) K.Malý
- Satureja calamintha var. ascendens  (Jord.) Briq.
- Satureja calamintha subsp. ascendens  (Jord.) Briq.
- Satureja intermedia  (Baumg.) Heinr.Braun
- Satureja sylvatica subsp. ascendens  (Jord.) R.L.Taylor & MacBryde

Sinonimi della sottospecie hirtum
- Calamintha hirta (Briq.) Hayek
- Satureja calamintha var. hirta  Briq.
- Satureja sancta  Greuter & Burdet

### Specie simili
Alcune specie dello stesso genere possono essere confuse con quella di questa voce. Il disegno qui sotto mostra le differenze più significative del fiore tra queste specie (da Pignatti). 

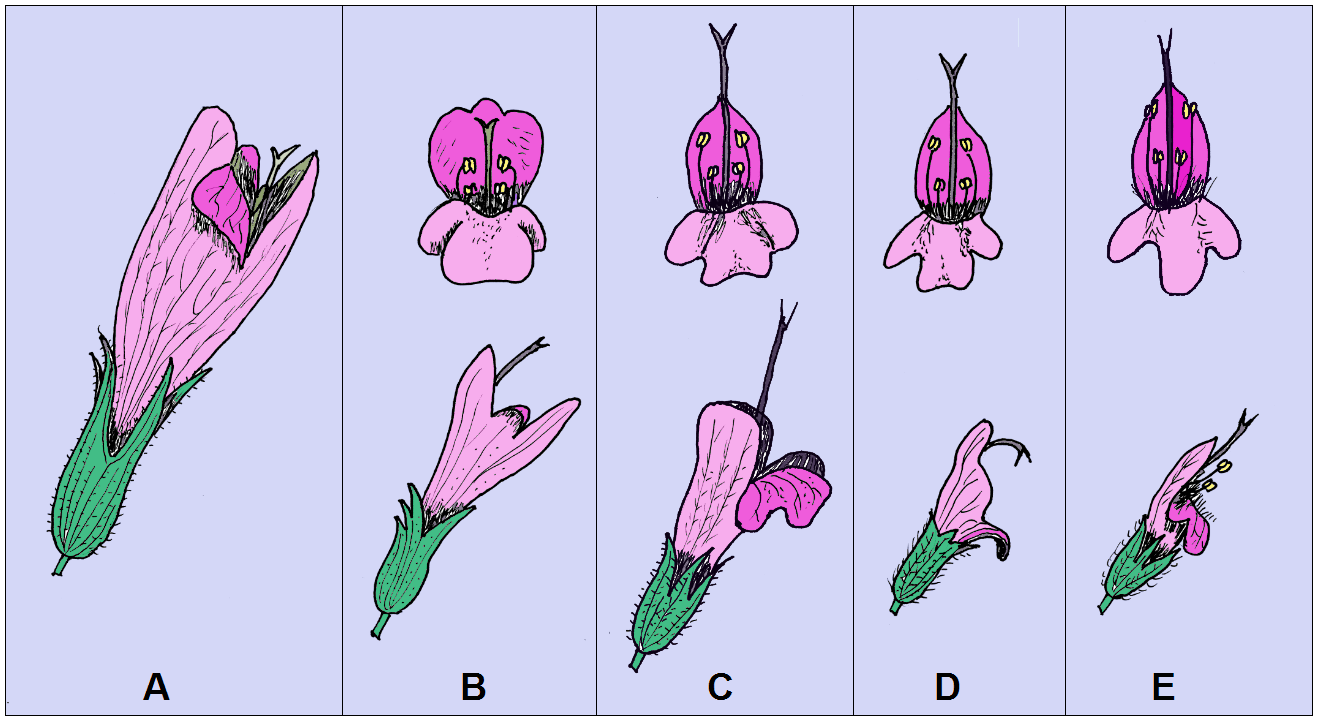
A: C. grandiflorum - B: C. menthifolium subsp. menthifolium - C: C. menthifolium subsp. ascendens - D: C. nepeta subsp. nepeta - E: C. nepeta subsp. glandulosum

## Usi

### Farmacia
Secondo la medicina popolare questa pianta ha le seguenti proprietà medicamentose:
- diaforetica (agevola la traspirazione cutanea);
- espettorante (favorisce l'espulsione delle secrezioni bronchiali);
- stomachica (agevola la funzione digestiva).

È inoltre usata in cucina come condimento e per preparare degli infusi.

## Altre notizie
La mentuccia con foglie di menta in altre lingue è chiamata nei seguenti modi:
- (DE)  Wald-Bergminze
- (FR)  Sarriette à feuilles de menthe